# Jean Broc

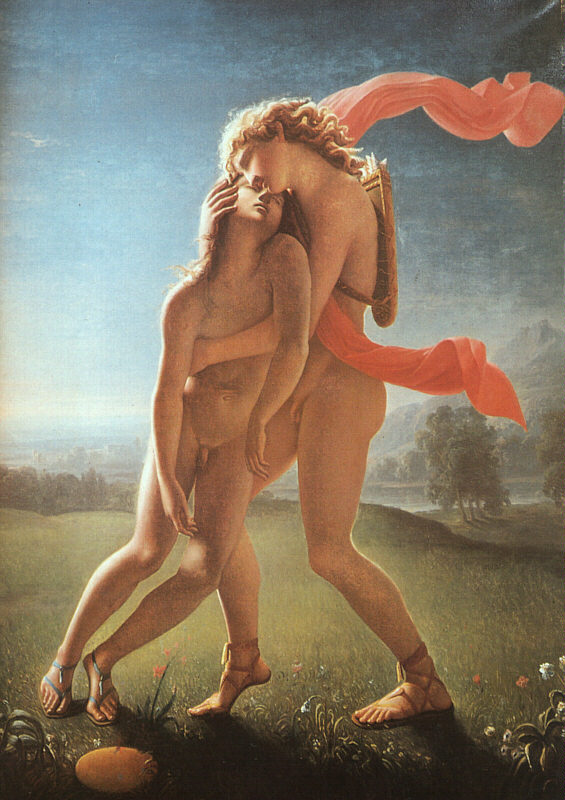
La muerte de Jacinto, por Jean Broc.

Jean Broc (Montignac, 16 de diciembre de 1771 - Polonia, 1850) fue un pintor neoclásico francés.
Su obra más famosa es el óleo La muerte de Jacinto (hoy en los Musées de Poitiers), completado en 1801. La temática de sus cuadros a menudo está asociada con temas homoeróticos.
Broc estudió pintura con el maestro Jacques-Louis David y a menudo frecuentó el grupo intelectual conocido como "Les primitifs" (Los primitivos) o "Barbus" (Barbudos).
Falleció en Polonia donde se había trasladado porque su hija Marie-Louise Aline se había casado con el general polaco Józef Dwernicki.

## Obras destacadas

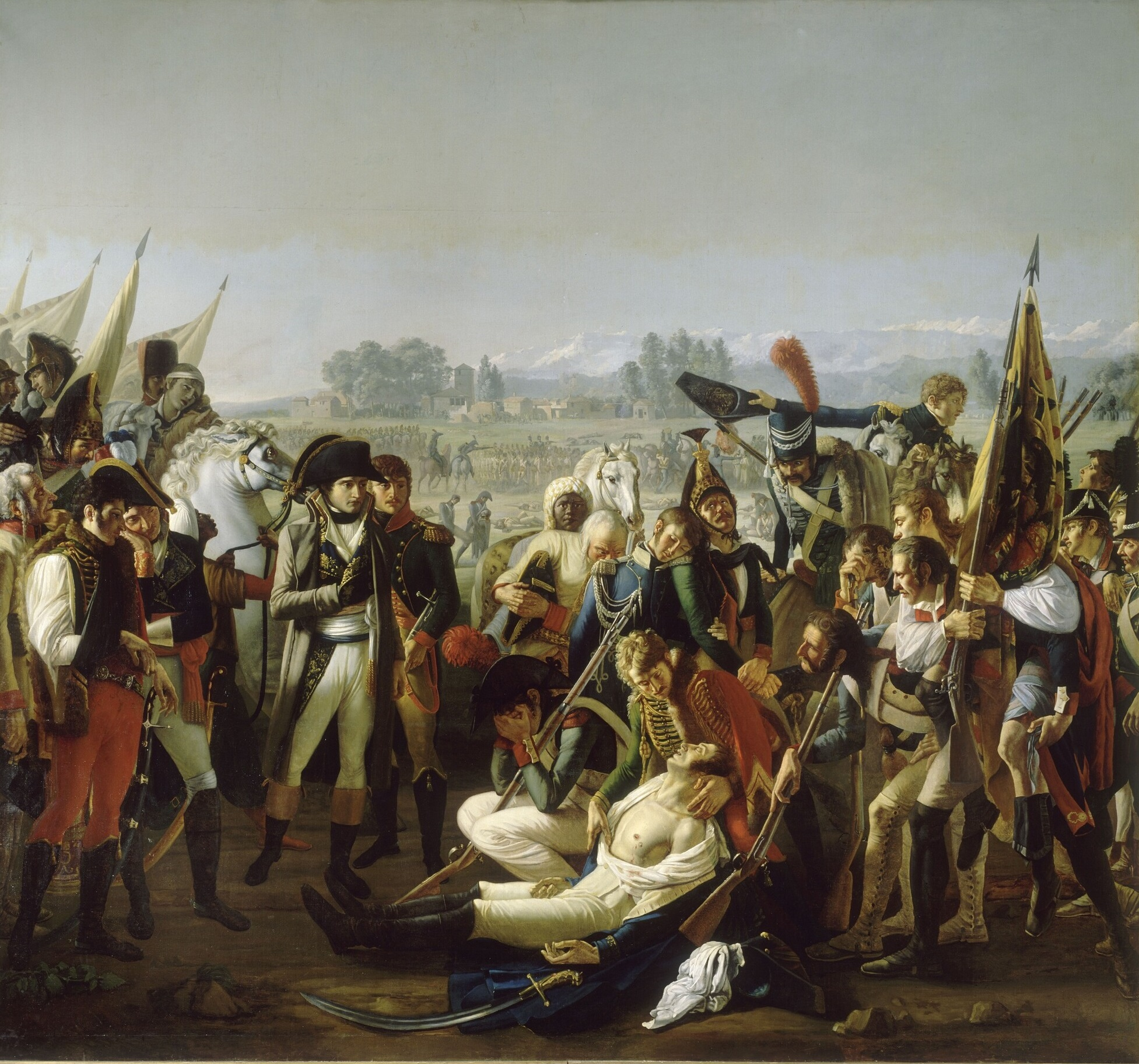
La muerte de Desaix

- 1800, La Escuela de Apeles, museo del Louvre, desde 1872, donación de Madame Dwernicka, hija del artista.
- 1801, 
  - El Naufragio de Virginia.
  - La muerte de Jacinto.
- 1806, La muerte del general Desaix, Versailles.
- 1810, Renaud y Armide.
- 1814, 
  - La muerte de Jacinto.
  - Renaud y Armide.
- 1817, Retrato de un guardia nacional a caballo.
- 1819, 
  - La consulta de la vidente, Musée de Bayeux.
  - La muerte de Virginia.

1833, Los Enviados de Dios, iglesia del Yvré-le Evéque, (originalmente titulado Los Arcángeles en el ayuntamiento).